# Songs in the Key of X
Songs in the Key of X: Music From and Inspired by the X-Files fue el primer álbum que se vendió relacionado con la popular serie de televisión The X-Files. Contiene tanto música que fue compuesta para el programa como diversos temas relacionados de alguna forma por su estilo con la serie.

## Lista de canciones
| Songs in the Key of X |                                   |                                  |                               |          |  |
| N.º                   | Título                            | Escritor(es)                     | Artista                       | Duración |  |
| 1.                    | «X"-Files theme»                  | Snow                             | Mark Snow                     | 3:24     |  |
| 2.                    | «Unmarked Helicopters»            | Soul Coughing                    | Soul Coughing                 | 3:22     |  |
| 3.                    | «On the Outside»                  | Crow, Trott                      | Sheryl Crow                   | 4:36     |  |
| 4.                    | «Down in the Park»                | Gary Numan                       | Foo Fighters                  | 4:04     |  |
| 5.                    | «Star Me Kitten»                  | Berry, Berry, Buck, Mills, Stipe | R.E.M. y William S. Burroughs | 3:30     |  |
| 6.                    | «Red Right Hand» (Ascension)      | Cave, Harvey, Harvey, Wydler     | Nick Cave and the Bad Seeds   | 6:11     |  |
| 7.                    | «Thanks Bro»                      | Filter, Liesegang, Patrick       | Filter                        | 4:10     |  |
| 8.                    | «Man of Steel»                    | Black                            | Frank Black                   | 4:59     |  |
| 9.                    | «Unexplained»                     | Curt Kirkwood                    | Meat Puppets                  | 3:44     |  |
| 10.                   | «Deep» (Syzygy)                   | Danzig                           | Danzig                        | 3:50     |  |
| 11.                   | «Frenzy»                          | Hess, Stevenson                  | Screamin' Jay Hawkins         | 2:10     |  |
| 12.                   | «My Dark Life»                    | Costello                         | Elvis Costello y Brian Eno    | 6:20     |  |
| 13.                   | «Hands of Death (Burn Baby Burn)» | Clouser, Zombie                  | Alice Cooper y Rob Zombie     | 4:12     |  |
| 14.                   | «If You Never Say Goodbye»        | Carter, Cordes, Was              | P.M. Dawn                     | 4:06     |  |
| 15.                   | «X-Files theme» (P.M. Dawn Remix) | Snow                             | P.M. Dawn                     | 3:59     |  |
| 62:37                 |                                   |                                  |                               |          |  |

También contiene dos pistas ocultas, "Time Jesum Transeuntum Et Non Riverentum (Dread the Passage of Jesus, For He Will Not Return)" de Nick Cave y Dirty Three, y una versión del tema principal de The X-Files interpretado por "Dirty Three". En armonía con la naturaleza misteriosa de The X-Files, tuvieron un método original y poco intuitivo para ocultarlas. Ambas pistas fueron grabadas antes de la primera del CD, por lo que el que lo quisiera escucharlas tendría que rebobinar manualmente desde la primera pista nueve minutos atrás para poder escucharlas. Se hace alusión a ello en el libreto del CD - "Nick Cave and the Dirty Three would like you to know that '0' is also a number" ("A Nick Cave y los Dirty Three les gustaría que supieras que '0' también es un número"). No todos los reproductores de CD o DVD permiten "rebobinar" a estas pistas ya que esto viola los estándares del Libro rojo.

## Curiosidades
- El desaparecido grupo Pixies y su líder Frank Black (también conocido como Black Francis) contribuyó en una canción. El creador de The X-Files, Chris Carter estrenaría su nueva serie Millennium  algún tiempo después ese mismo año. El personaje protagonista se llamaría Frank Black, como el músico.
- La grabación de la canción "Unmarked Helicopters" de Soul Coughing para este disco resultó seriamente perjudicial para la banda, dando lugar a fuertes discusiones que casi conducen a su disolución. Su líder Mike Doughty estaba grabando Irresistible Bliss que tendría un estilo más New Wave, y su productor David Kahne estaba intentando que terminasen el álbum rápidamente. Poco después, apareció otro productor, Steve Fisk, para la sesión de la grabación de "Unmarked Helicopters". que no aparecería en el álbum que estaban terminando. Sin embargo, otro de los miembros del grupo, tras escuchar los resultados de su aportación a Songs in the Key of X, se empeñó en que el nuevo disco se volviera a grabar con el nuevo productor. El experimentado Tchad Blake, que había trabajado en el anterior disco del grupo, tuvo que regresar para evitar que el grupo se disolviese y el disco finalmente contuvo canciones grabadas por los tres productores.

- Datos: Q3072088